# Raymond Ovinou
Raymond Ovinou (* 6. září 1984 v Port Moresby, Papua Nová Guinea) je papuánský zápasník–judista. S judem začal v 18 letech. Na mezinárodní scéně se objevuje od roku 2007. V rámci grantu Mezinárodního olympijského výboru se připravuje na tréninkových kempech v různých koutech světa. V roce 2014 se účastnil Her Commonwelathu. V roce 2012 a 2016 dosáhl na oceánskou kontinentální kvótu pro účast na olympijských hrách v Londýně a olympijských hrách v Riu, kde v obou případech vypadl v úvodním kole.